# Sede titolare di Cluain Iraird
Cluain Iraird (in latino: Dioecesis Clonerdensis) è una sede titolare della Chiesa cattolica, che corrisponde all'antica diocesi di Clonard e all'odierna diocesi di Meath.

## Territorio
Sede vescovile era la città di Clonard, nell'odierna contea di Meath.

## Storia
Le origini della diocesi sono abbastanza complesse. Fino al XII secolo la Chiesa in Irlanda era piuttosto articolata in circoscrizioni ecclesiastiche che facevano capo ai monasteri e i vescovi non avevano giurisdizioni vere e proprie, ma piuttosto sedi residenziali. Ciò spiegherebbe anche come nel primo millennio alla sede di Clonard appaiono associate diverse sedi minori: Duleek, Trim, Kenlis (o Kells), Ardbraccan, Dunsaghlin, Slane e Foure. Clonard era fra queste la sede principale, alla quale le altre, che in alcuni casi non erano meno antiche, si aggregarono. Ad esempio Duleek sarebbe stata fondata da san Kenan, morto nel 488 o 489.
Clonard e Duleek sono nominate fra le diocesi stabilite dal sinodo di Rathbreasail del 1111.
Il sinodo di Kells del 1152 stabilì in Irlanda le diocesi territoriali che esistevano nel resto d'Europa e segnò la nascita dell'attuale diocesi di Meath, come suffraganea dell'arcidiocesi di Armagh. Sembra che Meath avesse anzi un primato d'onore fra le suffraganee della provincia ecclesiastica. Il vescovo Eugene eletto nel 1174 fu il primo ad utilizzare il titolo di vescovo di Meath. Nel 1202 la sede vescovile fu trasferita da Clonard a Trim.
Dal 1969 Clonard è annoverata tra le sedi vescovili titolari della Chiesa cattolica con il nome di Cluain Iraird; dal 14 giugno 2014 il vescovo titolare è Peter John Byrne, vescovo ausiliare di New York.

## Cronotassi dei vescovi titolari
- René Toussaint, O.M.I. † (21 maggio 1970 - 23 luglio 1976 dimesso)
- Austin Bernard Vaughan † (24 maggio 1977 - 26 giugno 2000 deceduto)
- Michael Francis Burbidge (21 giugno 2002 - 8 giugno 2006 nominato vescovo di Raleigh)
- Timothy John Costelloe, S.D.B. (30 aprile 2007 - 20 febbraio 2012 nominato arcivescovo di Perth)
- Peter John Byrne, dal 14 giugno 2014